# Unagui

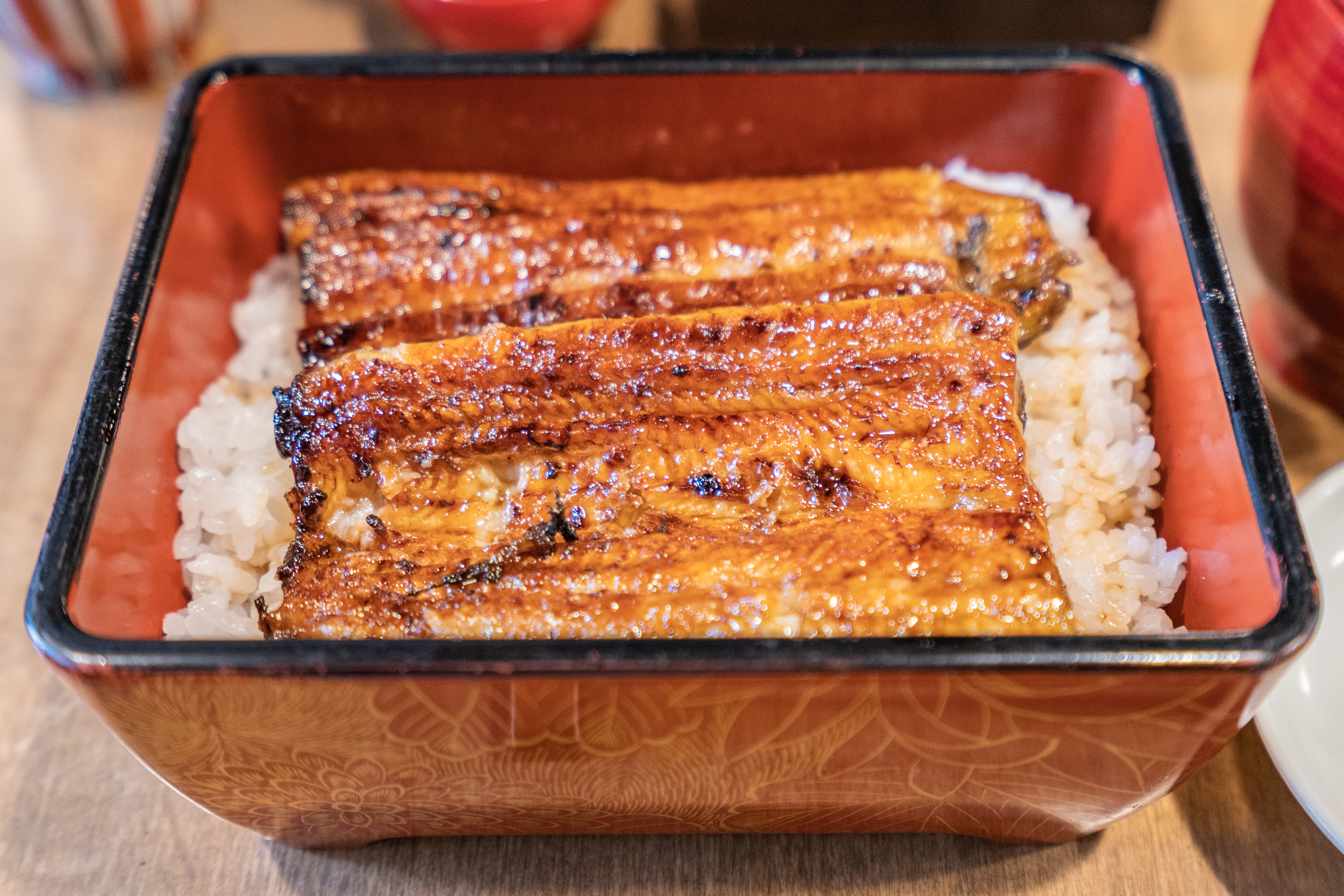
Um unaju, especialidade japonesa.

Unagui (em japonês: うなぎ) é o nome que se dá, na culinária japonesa, à carne das enguias de água doce, especialmente a enguia-japonesa (Anguilla japonica). O unagui é um ingrediente comum na culinária do Japão, servido como parte do unadon (ou também unagidon), um prato de donburi que consiste de fatias de unagui servidas sobre uma cama de arroz. Um tipo de biscoito doce chamado de torta de unagui, feita com com o unagui em pó, também é consumido. O unagui é rico em proteínas, vitamina A, cálcio, colesterol e gorduras saturadas.[carece de fontes?]
Restaurantes especializados em unagui são comuns no Japão, e comumente apresentam sinais que mostram a palavra unagi escrita no hiragana, うなぎ (transliteração: unagi). O lago Hamana, em Hamamatsu, na província de Shizuoka, é famoso em todo o país por ser a terra do unagui de melhor qualidade; como resultado, o lago é cercado por diversos restaurantes especializados em diferentes pratos feitos com o ingrediente. O unagui costuma ser consumido durante os verões quentes japoneses; existem dias considerados próprios para o consumo do produto, um desses dias é o solstício do Boi (doyo no ushi no hi).